# Hallsberg (obec)
Obec Hallsberg (švédsky: Hallsbergs kommun) je obec v kraji Örebro ve středním Švédsku. Její sídlo se nachází ve městě Hallsberg, které je hlavním železničním uzlem pro centrální švédské vnitrozemí.
Současná obec vznikla v roce 1971, kdy byl městys (köping) Hallsberg sloučen s přilehlými obcemi. V letech 1952, 1963 a 1967 došlo v této oblasti k řadě sloučení.

## Lokality
- Hallsberg (sídlo)
- Hjortkvarn
- Pålsboda
- Sköllersta
- Vretstorp
- Östansjö

## Volby
Toto jsou výsledky voleb v obci od prvních voleb po obecní reformě, které se konaly v roce 1973. Přesné výsledky Švédských demokratů nebyly na obecní úrovni uváděny od roku 1988 do roku 1998 kvůli malé velikosti strany v té době. „Volební účast“ označuje procento oprávněných lidí, kteří odevzdají jakýkoli hlasovací lístek, zatímco „Hlasy“ označují pouze počet platných hlasů.

### Riksdag
| Rok  | Účast | Hlasy  | V    | SAP  | MP  | Cp   | L    | KD   | M    | SD   | NyD |
| ---- | ----- | ------ | ---- | ---- | --- | ---- | ---- | ---- | ---- | ---- | --- |
| 1973 | 91,5  | 10 751 | 3,6  | 51,3 | 0,0 | 26,4 | 8,8  | 2,3  | 7,1  | 0,0  | 0,0 |
| 1976 | 92,7  | 11 329 | 3,4  | 49,6 | 0,0 | 28,1 | 9,1  | 1,9  | 7,8  | 0,0  | 0,0 |
| 1979 | 91,7  | 11 384 | 4,5  | 51,0 | 0,0 | 21,8 | 9,4  | 2,4  | 10,5 | 0,0  | 0,0 |
| 1982 | 92,3  | 11 539 | 4,8  | 54,3 | 1,1 | 17,4 | 5,5  | 3,5  | 13,5 | 0,0  | 0,0 |
| 1985 | 91,1  | 11 308 | 4,6  | 54,5 | 1,3 | 16,1 | 11,0 | 0,0  | 12,0 | 0,0  | 0,0 |
| 1988 | 87,7  | 10 778 | 6,5  | 53,0 | 4,0 | 13,7 | 9,5  | 3,3  | 9,6  | 0,0  | 0,0 |
| 1991 | 87,2  | 10 796 | 5,5  | 47,1 | 2,1 | 10,4 | 7,3  | 8,3  | 11,7 | 0,0  | 7,0 |
| 1994 | 88,4  | 10 820 | 7,1  | 55,3 | 3,9 | 8,6  | 5,9  | 5,1  | 12,3 | 0,0  | 1,0 |
| 1998 | 83,0  | 9 862  | 13,9 | 46,3 | 4,0 | 6,5  | 3,4  | 10,5 | 13,4 | 0,0  | 0,0 |
| 2002 | 82,3  | 9 635  | 8,3  | 50,4 | 3,4 | 8,3  | 8,6  | 8,7  | 8,4  | 2,3  | 0,0 |
| 2006 | 84,0  | 9 568  | 6,0  | 49,1 | 3,5 | 8,8  | 4,9  | 6,6  | 14,7 | 4,6  | 0,0 |
| 2010 | 86,2  | 9 955  | 5,9  | 44,8 | 4,9 | 6,3  | 4,8  | 5,3  | 20,7 | 6,7  | 0,0 |
| 2014 | 88,3  | 10 280 | 5,1  | 43,6 | 4,4 | 6,2  | 2,9  | 4,3  | 14,6 | 16,7 | 0,0 |

Bloky
Zde je uvedena relativní síla socialistického a středopravého bloku od roku 1973. Strany nezvolené do Riksdagu jsou zařazeny jako „jiné“, včetně výsledků Švédských demokratů z let 1988 až 2006, ale také Křesťanských demokratů před rokem 1991 a Zelených v letech 1982, 1985 a 1991. Tučně označené sestavily vládu po volbách. Nová demokracie byla zvolena v roce 1991, ale stále je uvedena jako „jiná“ kvůli krátké době od vzniku strany.
| Rok  | Účast | Hlasy  | Levice | Pravice | SD   | Jiné |
| ---- | ----- | ------ | ------ | ------- | ---- | ---- |
| 1973 | 91,5  | 10 751 | 54,9   | 42,3    | 0,0  | 2,8  |
| 1976 | 92,7  | 11 329 | 53,0   | 45,9    | 0,0  | 2,0  |
| 1979 | 91,7  | 11 384 | 55,5   | 41,7    | 0,0  | 2,8  |
| 1982 | 92,3  | 11 539 | 59,1   | 36,4    | 0,0  | 4,5  |
| 1985 | 91,1  | 11 308 | 59,1   | 39,1    | 0,0  | 1,8  |
| 1988 | 87,7  | 10 778 | 63,5   | 32,8    | 0,0  | 3,7  |
| 1991 | 87,2  | 10 796 | 52,6   | 37,7    | 0,0  | 9,7  |
| 1994 | 88,4  | 10 820 | 66,3   | 31,9    | 0,0  | 1,8  |
| 1998 | 83,0  | 9 862  | 64,2   | 33,8    | 0,0  | 2,0  |
| 2002 | 82,3  | 9 635  | 62,1   | 34,0    | 0,0  | 3,9  |
| 2006 | 84,0  | 9 568  | 58,6   | 35,0    | 0,0  | 6,4  |
| 2010 | 86,2  | 9 955  | 55,6   | 37,1    | 6,7  | 0,6  |
| 2014 | 88,3  | 10 280 | 53,1   | 28,0    | 16,7 | 2,2  |

## Partnerská města
Tři partnerská města Hallsbergu s rokem navázaní partnerství:
- Toijala, Finsko (1946)
- Valga, Estonsko (1991)
- Gifhorn, Německo (1996)